# Senna appendiculata
Senna appendiculata là một loài thực vật có hoa trong họ Đậu. Loài này được (Vogel) Wiersema miêu tả khoa học đầu tiên.